# Götz von Berlichingen (Lovis Corinth)
Götz von Berlichingen ist ein Ölgemälde des deutschen Malers Lovis Corinth. Es ist als Querformat auf Leinwand ausgeführt und hat die Maße 85 × 100 Zentimeter. Das historisierende Porträt des Götz von Berlichingen entstand 1917, wobei er den Ritter bei der Niederschrift seiner Memoiren malte. Nach der ersten Ausstellung in der Berliner Sezession im Entstehungsjahr befand es sich im Besitz von R. Beyer, bevor es um 1925 über Alfred Flechtheim an das Museum für Kunst und Kulturgeschichte Dortmund verkauft wurde. Von dort ging es 1957 in den Bestand des Museums am Ostwall, des heutigen Museums Ostwall, über.

## Bildbeschreibung
Das Gemälde zeigt den alten Ritter Götz von Berlichingen in seiner Rüstung an einem Tisch sitzend, während er seine Memoiren niederschreibt. Sein Oberkörper ist in Brusthöhe durch die grüne Tischplatte abgeschnitten und er beugt sich beim Schreiben leicht vor. Die rechte eiserne Hand ist auf der Tischplatte abgelegt, während er mit den Fingern der linken Hand einen Stift führt. Die Hand liegt auf einem Stapel von Papierblättern, auf dem er augenscheinlich schreibt; Wörter sind allerdings keine zu erkennen. Der Ritter ist in eine feste Jacke gekleidet, sein Gesicht wird durch einen eisernen Helm auf seinem Kopf und einen grauen Vollbart umrahmt und sein Blick ist mit halb geschlossenen Lidern auf das Papier gerichtet. Im Hintergrund befindet sich direkt hinter dem Ritter eine graue Wand mit mehreren Zeichnungen sowie hinter seiner linken Schulter ein Treppenaufgang mit Geländer vor einer grau-grünen Wand, an der ein Gemälde hängt.
Der Beschreibung von Lothar Brauner folgend handelt es sich bei dem Stift in der Hand von Berlichingens um den privaten Stahlfederhalter Corinths. Die Rüstungselemente, der Helm und die eiserne Hand sind nach seiner Wertung lediglich „Attribute, ihn als den bestimmten Ritter kenntlich zu machen.“  Charlotte Berend-Corinth beschrieb das Bild in ihrem Werkverzeichnis der Gemälde Corinths knapp als „Der Ritter mit großem grauem Vollbart, seine Memoiren schreibend.“

## Entstehung und Deutung

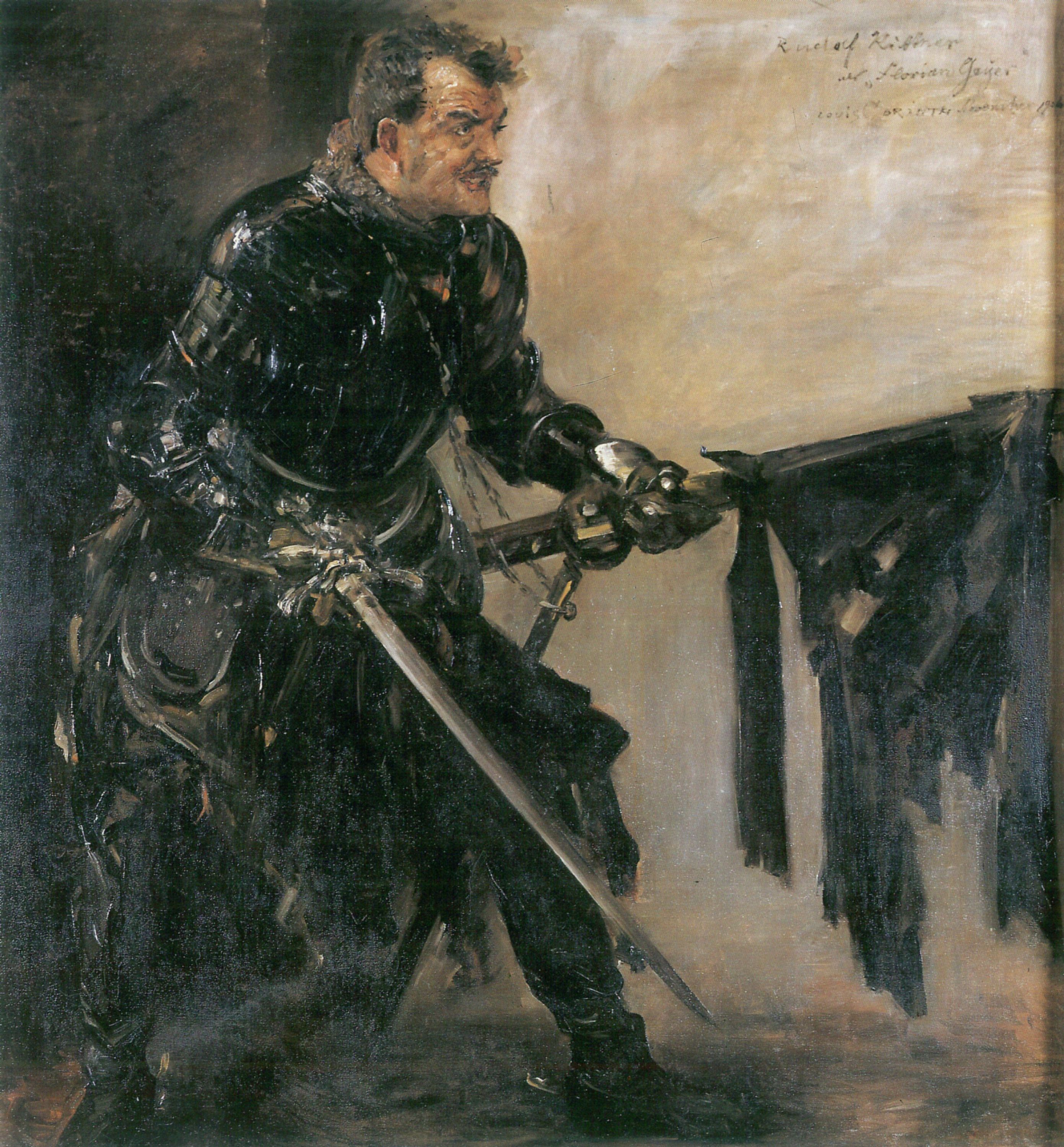
Porträt des Rudolf Rittner als »Florian Geyer« (I. Fassung), 1906

Lovis Corinth malte das Bild des schreibenden Ritters im Jahr 1917 in seinem Atelier in Berlin. Die reale Person des Götz von Berlichingen, der von 1480 bis 1562 lebte, stand dabei im Hintergrund. Corinth kannte den Ritter vor allem aus dem Werk von Johann Wolfgang von Goethe als literarische Figur und dessen Deutung durch Goethe. Zugleich war ihm die indifferente Haltung von Berlichingens während des Deutschen Bauernkrieges durch das Werk Gerhart Hauptmanns und dessen Drama Florian Geyer bekannt, in dem dieser den Ritter und Diplomaten Florian Geyer porträtierte, der als Landsknechtsführer in einer Strafexpedition gegen den Herzog Ulrich von Württemberg und unter anderem gegen dessen Amtmann Götz von Berlichingen aktiv war. Corinth malte den Florian Geyer, dargestellt von dem Schauspieler Rudolf Rittner, bereits im Jahr 1906. Brauner interpretiert, dass Corinth ihn aufgrund dieser zweifelhaften Aktivität nicht als Befehlshaber einer Armee, sondern beim Verfassen seiner Memoiren abbildete, durch die Goethe zu seinem Drama angeregt wurde.

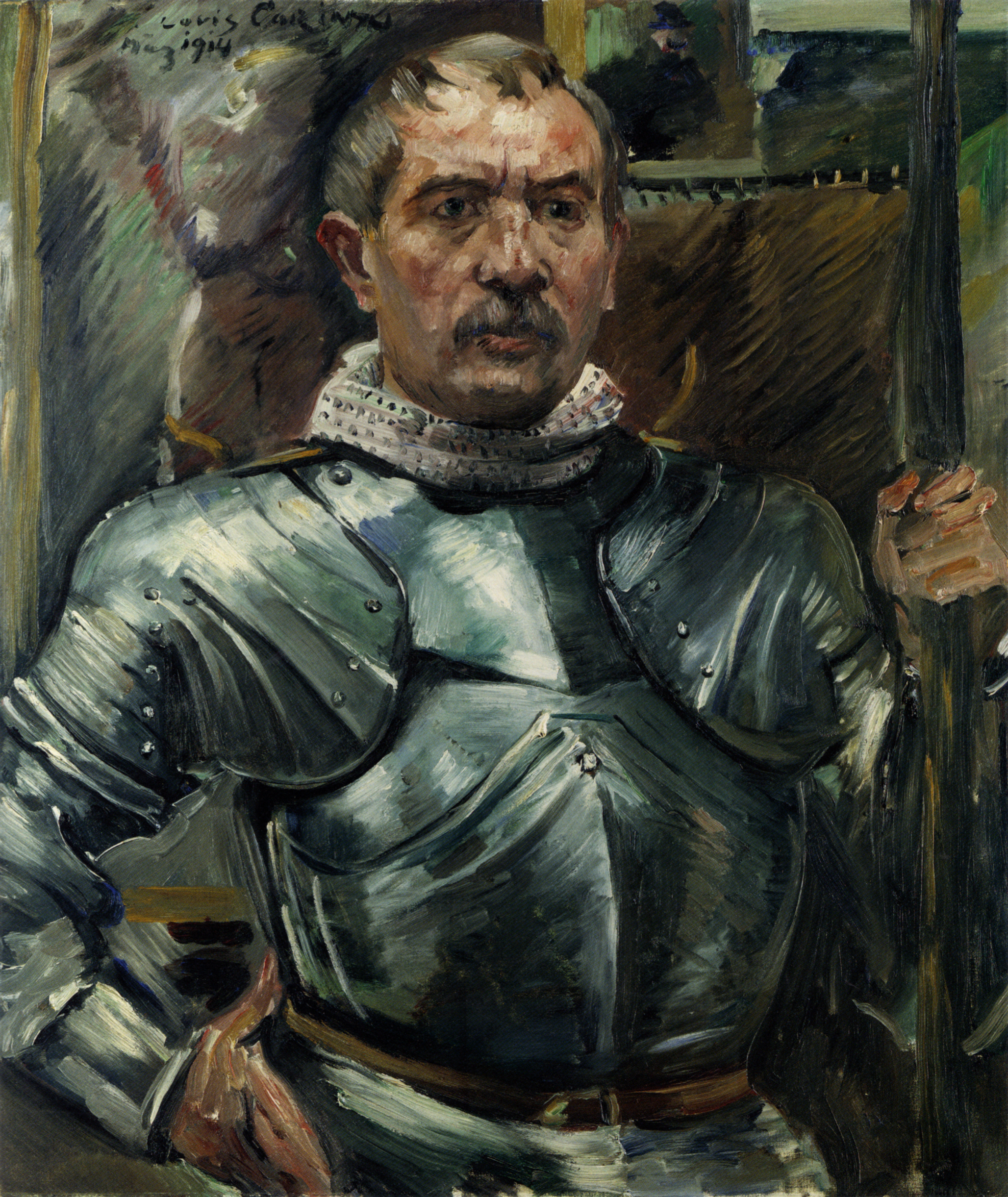
Selbstbildnis im Harnisch, 1914

Corinth ließ sich häufig von Theaterstücken inspirieren und malte auch mehrere Gemälde, in denen Rüstungsteile dargestellt wurden. So entstanden neben weiteren etwa bereits 1911 das Selbstporträt im Harnisch, Liegender in Rüstung und das Selbstporträt als Fahnenträger sowie 1914 ein weiteres Selbstporträt in Rüstung. 1915 malte er unter anderem die Bilder Im Schutz der Waffen und Alter Mann in Ritterrüstung, in denen wieder jeweils Männer in eisernen Rüstungen gekleidet sind. 1918 malte er zudem ein Stillleben mit dem Titel Rüstungsteile im Atelier und 1925 bildete er in einem seiner letzten Bilder seinen Sohn Thomas Corinth in Thomas in Rüstung ab.

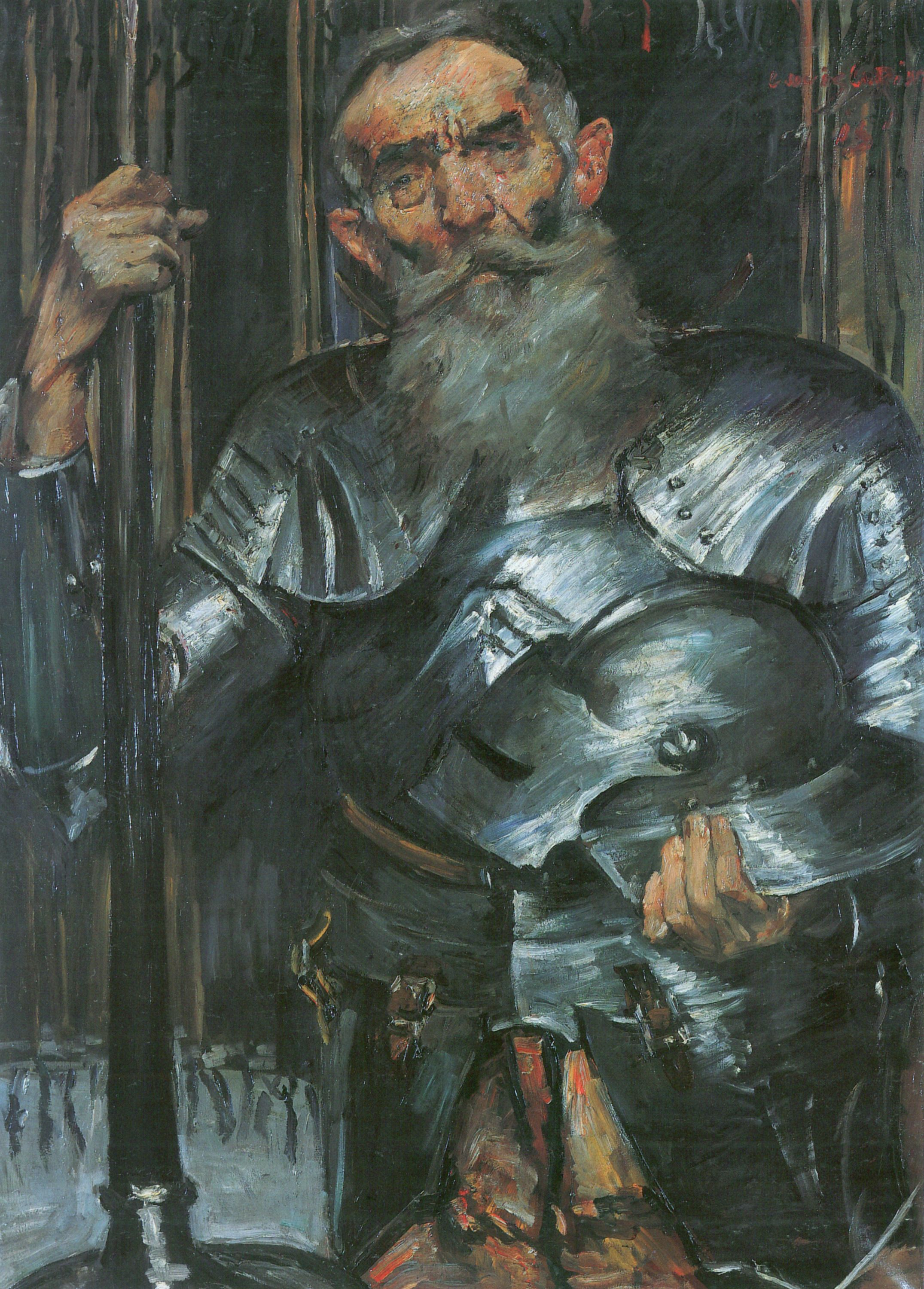
Alter Mann in Ritterrüstung, 1915
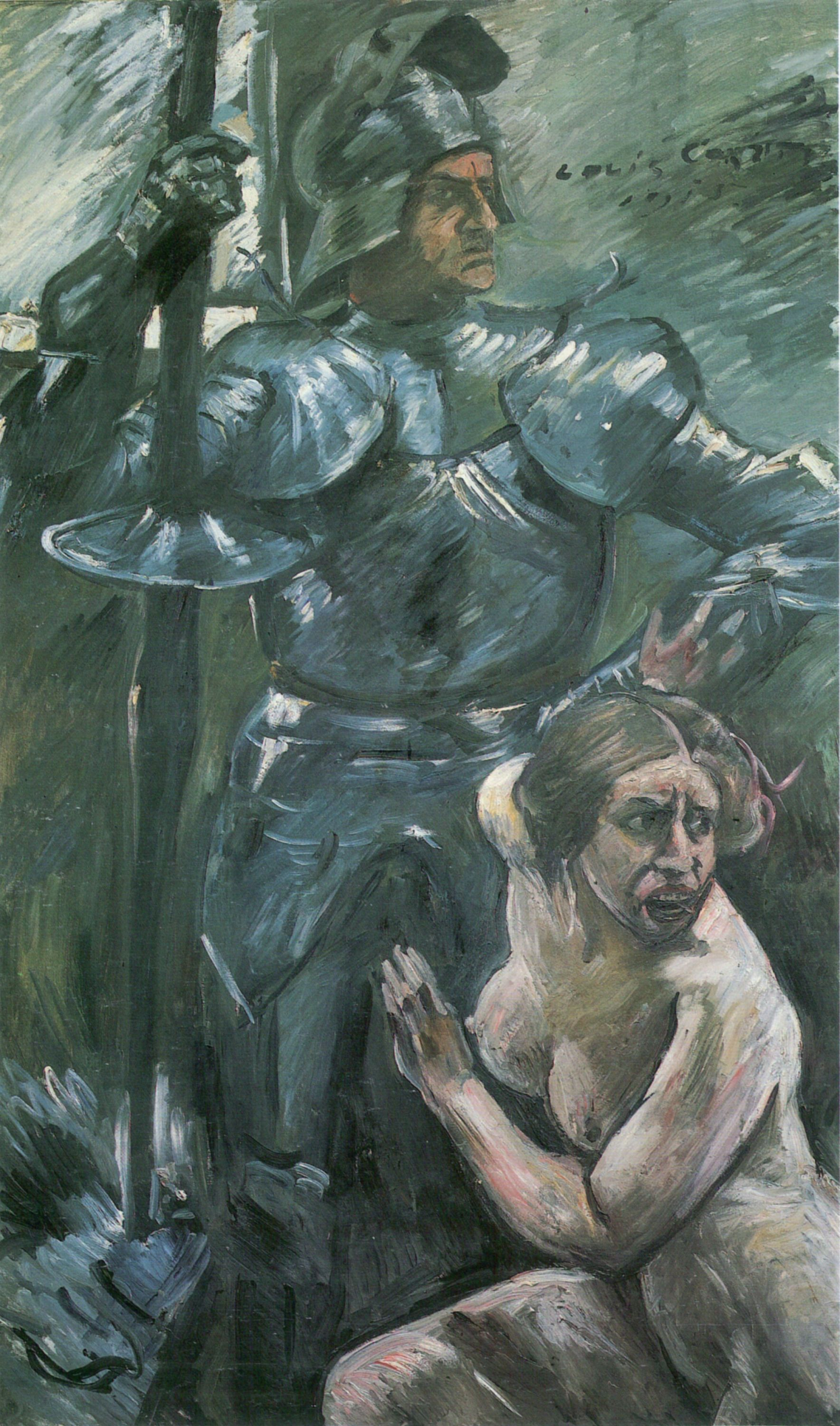
Im Schutze der Waffen, 1915
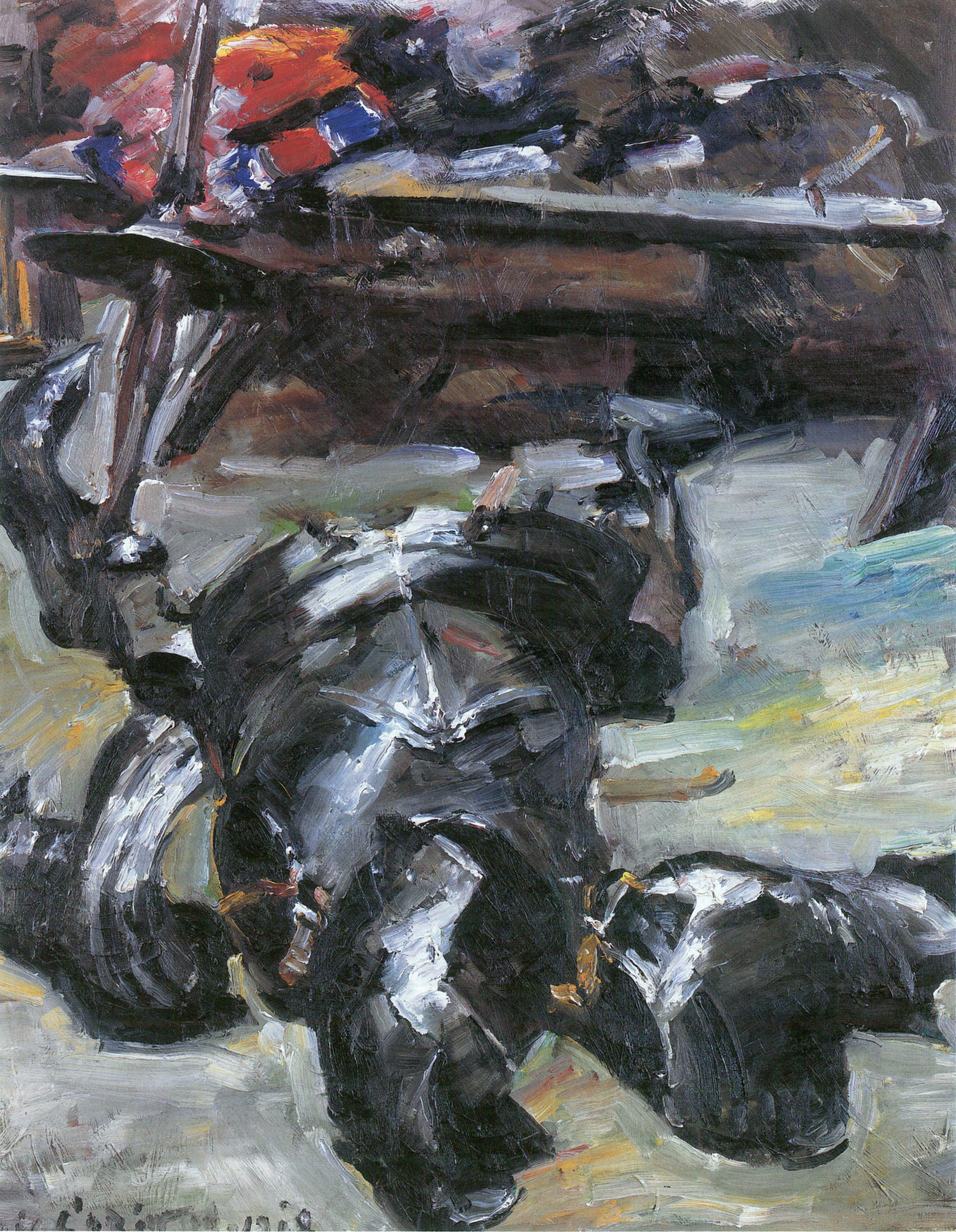
Rüstungsteile im Atelier, 1918
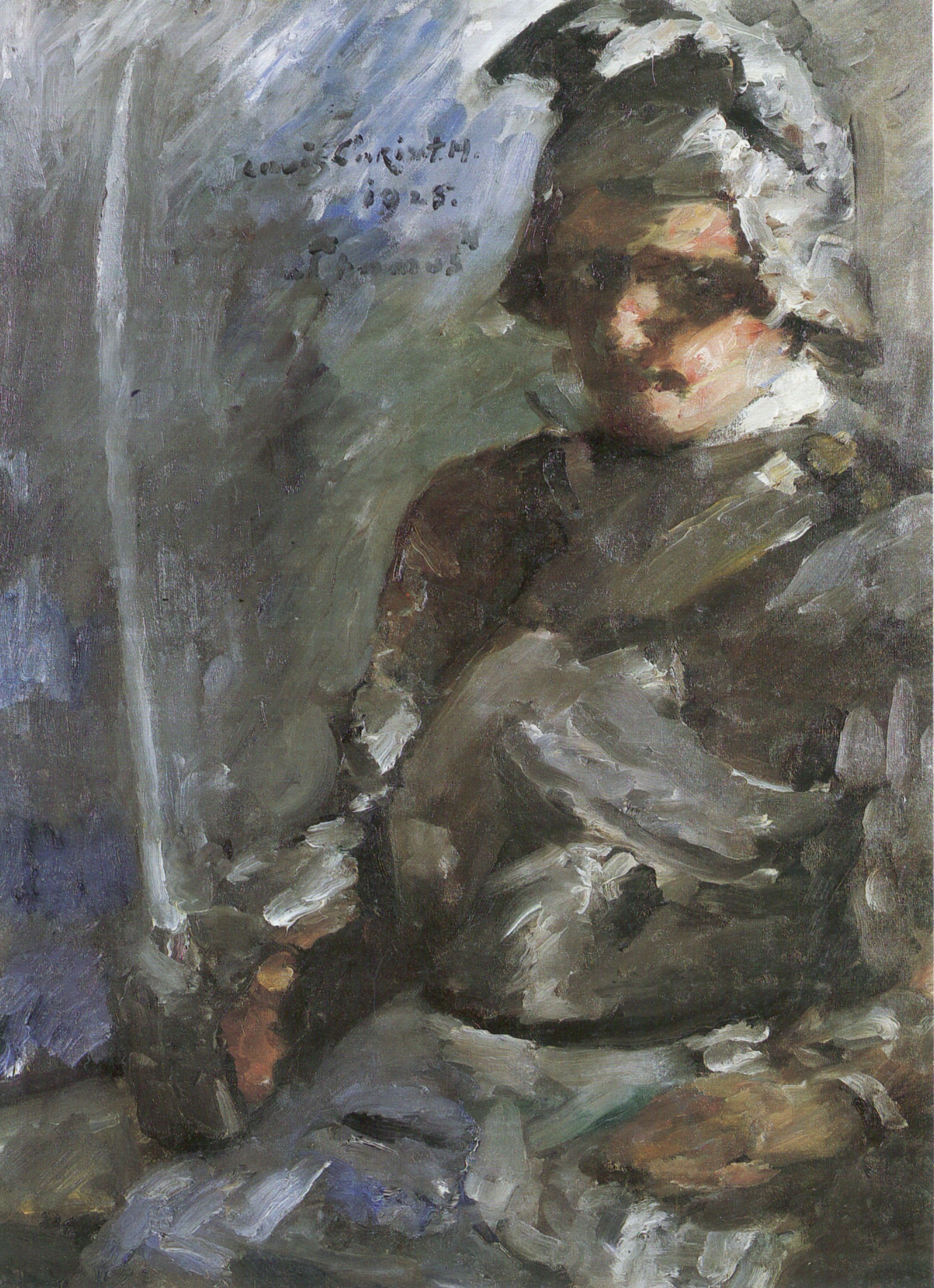
Thomas in Rüstung, 1925

## Provenienz und Ausstellungen
Das Bild wurde von Corinth 1917 in Berlin gemalt und im gleichen Jahr in einer Ausstellung der Berliner Sezession gezeigt. Danach ging das Bild in den Besitz von R. Beyer über, bevor es um 1925 über Alfred Flechtheim an das Museum für Kunst und Kulturgeschichte Dortmund verkauft wurde. Von dort wurde es 1957 in den Bestand des Museum am Ostwall, des heutigen Museums Ostwall, übertragen.
1958 wurde das Bild im Rahmen der Ausstellung Deutsche Malerei und der Gedächtnisausstellung zur Feier des 100. Geburtstages Corinths sowohl im Volkswagenwerk Wolfsburg sowie in der Städtischen Galerie München präsentiert. 1960 wurde es in der Neuen Galerie Linz gezeigt und 1976 in der Kunsthalle Köln. 1985 war das Bild im Museum Folkwang in Essen und in der Kunsthalle der Hypo-Kulturstiftung in München zu sehen. 1996 und 1997 gehörte es zu einer Wanderausstellung im Haus der Kunst in München, der Nationalgalerie in Berlin, dem Saint Louis Art Museum und der Tate Gallery.

## Belege
1. 1 2 3 4  Lothar Brauner: Götz von Berlichingen, 1917. In: Peter-Klaus Schuster, Christoph Vitali, Barbara Butts (Hrsg.): Lovis Corinth. Prestel, München 1996, ISBN 3-7913-1645-1, S. 224.
2. 1 2 3  
„BC 725 Götz von Berlichingen.“ In: Charlotte Berend-Corinth: Lovis Corinth: Die Gemälde. Neu bearbeitet von Béatrice Hernad. Bruckmann Verlag, München 1992, ISBN 3-7654-2566-4, S. 162.
3. ↑  
„BC 327 Rudolf Rittner als Florian Geyer (1. Fassung).“ In: Charlotte Berend-Corinth: Lovis Corinth: Die Gemälde. Neu bearbeitet von Béatrice Hernad. Bruckmann Verlag, München 1992, ISBN 3-7654-2566-4, S. 102.
4. ↑  
„BC 494 Selbstporträt im Harnisch.“ In: Charlotte Berend-Corinth: Lovis Corinth: Die Gemälde. Neu bearbeitet von Béatrice Hernad. Bruckmann Verlag, München 1992, ISBN 3-7654-2566-4, S. 129.
5. ↑  
„BC 495 Liegender in Rüstung.“ In: Charlotte Berend-Corinth: Lovis Corinth: Die Gemälde. Neu bearbeitet von Béatrice Hernad. Bruckmann Verlag, München 1992, ISBN 3-7654-2566-4, S. 129.
6. ↑  
„BC 496 Selbstporträt als Fahnenträger.“ In: Charlotte Berend-Corinth: Lovis Corinth: Die Gemälde. Neu bearbeitet von Béatrice Hernad. Bruckmann Verlag, München 1992, ISBN 3-7654-2566-4, S. 129.
7. ↑  
„BC 621 Selbstporträt in Rüstung.“ In: Charlotte Berend-Corinth: Lovis Corinth: Die Gemälde. Neu bearbeitet von Béatrice Hernad. Bruckmann Verlag, München 1992, ISBN 3-7654-2566-4, S. 147.
8. ↑  
„BC 656 Im Schutz der Waffen.“ In: Charlotte Berend-Corinth: Lovis Corinth: Die Gemälde. Neu bearbeitet von Béatrice Hernad. Bruckmann Verlag, München 1992, ISBN 3-7654-2566-4, S. 152.
9. ↑  
„BC 654 Alter Mann in Ritterrüstung.“ In: Charlotte Berend-Corinth: Lovis Corinth: Die Gemälde. Neu bearbeitet von Béatrice Hernad. Bruckmann Verlag, München 1992, ISBN 3-7654-2566-4, S. 152.
10. ↑  
„BC 727 Rüstungsteile im Atelier.“ In: Charlotte Berend-Corinth: Lovis Corinth: Die Gemälde. Neu bearbeitet von Béatrice Hernad. Bruckmann Verlag, München 1992, ISBN 3-7654-2566-4, S. 162.
11. ↑  
„BC 970b Thomas in Rüstung.“ In: Charlotte Berend-Corinth: Lovis Corinth: Die Gemälde. Neu bearbeitet von Béatrice Hernad. Bruckmann Verlag, München 1992, ISBN 3-7654-2566-4, S. 203.
12. ↑  Götz von Berlichingen, Lovis Corinth, 1917. auf alfredflechtheim.com; abgerufen am 30. Dezember 2019.
13. ↑  
Zdenek Felix (Hrsg.): Lovis Corinth 1858–1925. Publikation zur Ausstellung im Folkwang Museum Essen (10. November 1985 – 12. Januar 1986) und in der Kunsthalle der Hypno-Kulturstiftung München (24. Januar – 30. März 1986). DuMont Buchverlag, Köln 1985, ISBN 3-7701-1803-0.